# Neuilly-Plaisance
Neuilly-Plaisance è un comune francese di 20 487 abitanti situato nel dipartimento della Senna-Saint-Denis nella regione dell'Île-de-France.

## Società

### Evoluzione demografica
Abitanti censiti